# Ahasverus (Bibeln)
För andra betydelser, se Ahasverus

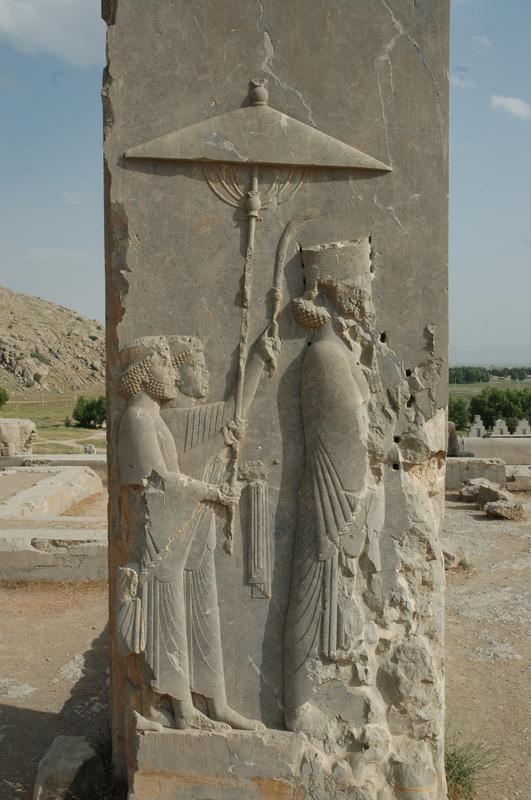
Relief av Xerxes I vid ingången till hans palats, Persepolis, Iran

Ahasverus eller Ahasveros (hebreiska Achaschverósch, vilket är en hebraiserad form av det fornpersiska Khashâyârshâ) var benämningen på två i Gamla testamentet omtalade kungar i Medien och Persien. Mest känd är den i Esters bok omtalade Ahasverus, grekernas Xerxes I (485–465 f.Kr.). I Dan. 9:2 nämns med detta namn fadern till medern Darius (Darejaves, Dareios), men här är såväl fader som son omöjliga att identifiera. I nyare översättningar av Bibeln kallas han Xerxes. Den akemenidiske storkungen Xerxes regerade från Indien till Etiopien över 127 provinser och hade sitt palats i Susa, Est. 1:1, 2. Då han vid ett gästabud befallde sin drottning att visa sig för gästerna, men hon vägrade, försköt han henne och upptog till drottning den judiska flickan Ester, Mordekais kusin och tillika fosterdotter, 2:17. Det hebreiska namnet Achaschverosch motsvarar tämligen noga det namn varunder Xerxes omnämns i de fornpersiska inskrifterna, Khashâyârshâ. Det var sannolikt denne Ahasveros eller Xerxes, hos vilken samariterna anförde klagomål mot judarna därför att de byggde upp Jerusalems tempel, Esr. 4:6. En del anser att här skulle avses Kambyses, Kyros II son och efterträdare.

## Lista
- Ahasverus i Esters bok, möjligen identisk med Xerxes I.
- Ahasverus i Esras bok, möjligen identisk med ovanstående, men kan också identifieras med Kambyses II.
- Ahasverus i Daniels bok, far till Darius, både far och son är oidentifierade.
- Ahasverus i Tobits bok, kallas Asverus i 1921 års översättning och Kyaxares i Bibel 2000. Identisk med Xerxes I.